# Équipe de Tchécoslovaquie de football au Championnat d'Europe 1960
L'équipe de Tchécoslovaquie de football participe au 1er championnat d'Europe et atteint le dernier carré de cette édition 1960, un mini-tournoi qui se tient en France du 6 juillet 1960 au 10 juillet 1960.
Les Tchécoslovaques perdent contre l'URSS en demi-finale mais montent finalement sur le podium en gagnant la petite finale contre le pays hôte sur un score de 2-0.

## Phase qualificative

### Tour préliminaire
| Équipe 1             | Résultat | Équipe 2        | Aller | Retour |
| -------------------- | -------- | --------------- | ----- | ------ |
| République d'Irlande | 2 - 4    | Tchécoslovaquie | 2 - 0 | 0 - 4  |

### Huitième de finale
| Équipe 1 | Résultat | Équipe 2        | Aller | Retour |
| -------- | -------- | --------------- | ----- | ------ |
| Danemark | 3 - 7    | Tchécoslovaquie | 2 - 2 | 1 - 5  |

### Quart de finale
| Équipe 1 | Résultat | Équipe 2        | Aller | Retour |
| -------- | -------- | --------------- | ----- | ------ |
| Roumanie | 0 - 5    | Tchécoslovaquie | 0 - 2 | 0 - 3  |

## Phase finale

### Demi-finale
| Entraîneur : |
| R.Vytlacil   |

| Entraîneur : |
| G.Kachalin   |

| Entraîneur : |
| R.Vytlacil   |

| Entraîneur : |
| G.Kachalin   |

### Petite finale
| Entraîneur : |
| R.Vytlacil   |

| Entraîneur : |
| A.Batteux    |

| Entraîneur : |
| R.Vytlacil   |

| Entraîneur : |
| A.Batteux    |

## Navigation